# Sneschnaja
Die Sneschnaja (russisch Сне́жная) ist ein 173 km langer Zufluss des Baikalsees in der russischen Republik Burjatien und Oblast Irkutsk in Sibirien.

## Verlauf
Die Sneschnaja entspringt im Gebirgszug Chamar-Daban südlich des Baikalsees. Sie fließt im Oberlauf nach Osten durch das Bergland. Im Unterlauf wendet sie sich nach Nordosten. Die letzten Kilometer vor ihrer Mündung beim Dorf Wydrino in den Baikalsee bildet die Sneschnaja die Grenze zur Oblast Irkutsk. Das Einzugsgebiet umfasst 3020 km². Die mittlere Wasserführung 5 km oberhalb ihrer Mündung beträgt 48 m³/s. Die Sneschnaja ist ein beliebtes Touristenziel und eignet sich zum Kajakfahren.